# Harpstedter Geest II
Koordinaten: 52° 55′ 57″ N, 8° 36′ 8″ O

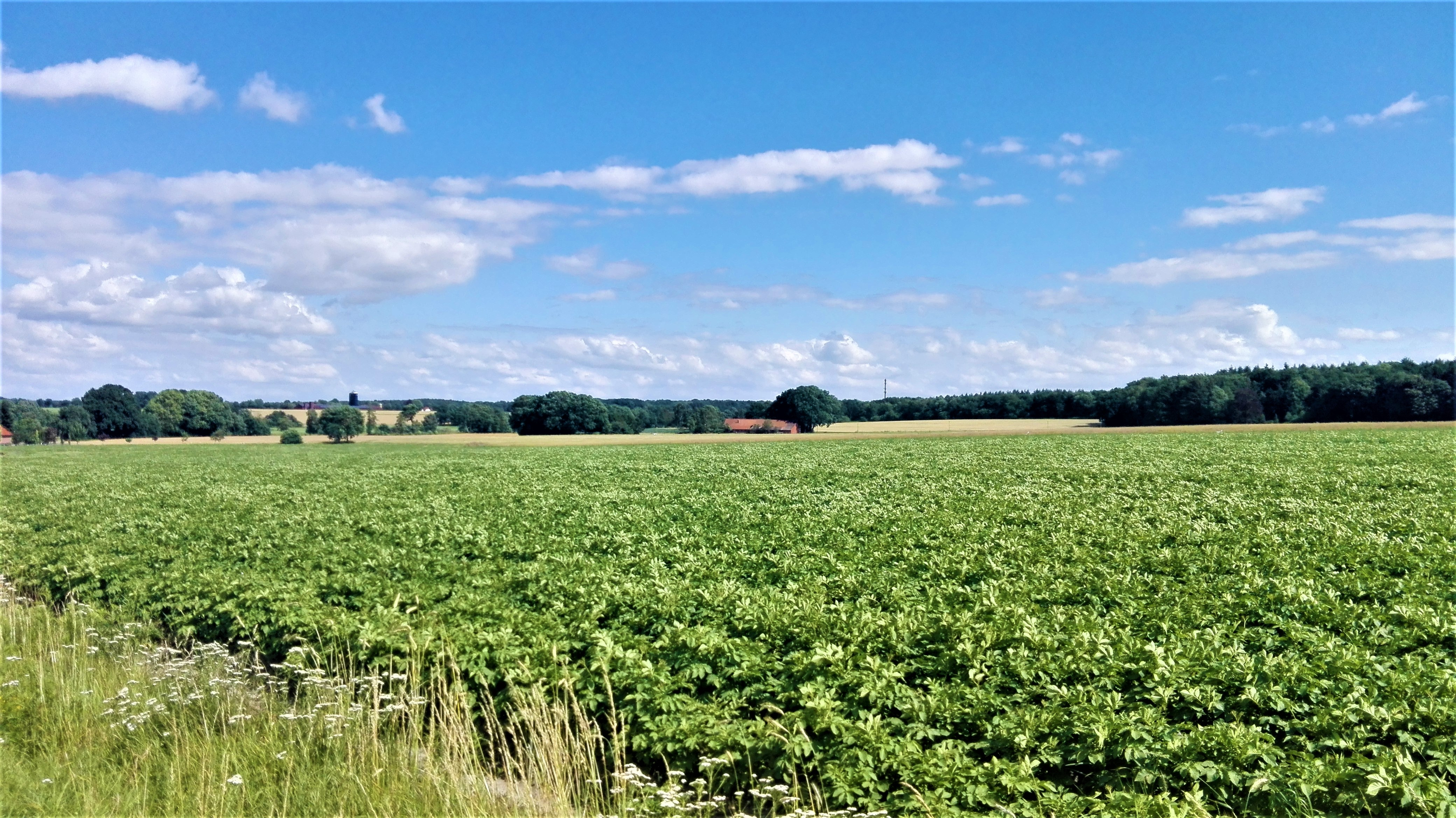
Landschaftsschutzgebiet Harpstedter Geest (Juli 2017)

Das Landschaftsschutzgebiet Harpstedter Geest II liegt auf dem Gebiet der Gemeinde Harpstedt im niedersächsischen Landkreis Oldenburg.
Das etwa 2662 ha große Gebiet wurde im Jahr 1973 unter der Nr. LSG OL 00032 unter Schutz gestellt. Es erstreckt sich nördlich, östlich und südlich des Kernortes Harpstedt und nordwestlich des Bassumer Ortsteils Groß Hollwedel. Durch den nördlichen Bereich des Gebietes verläuft die A 1, durch den östlichen Bereich fließt der Dünsener Bach und durch den südwestlichen Bereich die Delme. In nördlicher Richtung durch das Gebiet hindurch fließt der Annengraben. Südöstlich schließt sich direkt das 206 ha große Landschaftsschutzgebiet Harpstedter Geest I an.